# Casale (Prato)
Casale è una frazione del comune di Prato ed è situata al margine occidentale della provincia pratese, confinante con la provincia di Pistoia, il cui confine è rimasto pressoché immutato nel corso dei secoli, delimitato dal corso del Calice.

## Storia
Sulle origini storiche dell'abitato documenti dell'XI secolo (1090  circa) attestano che nel territorio della pieve di Sant'Ippolito in Piazzanese esisteva una cappella privata in luogo Aquevivole, dedicata a san Biagio vescovo e martire, sicuramente identificabile con l'attuale chiesa di San Biagio a Casale. In età comunale (alla metà  circa del 1200) divenne villa del contado di Prato, fonti storiche del primo trecento parlano di un luogo detto castellare, tale terminologia indicava chiaramente in periodo antecedente la presenza di una fortificazione di difesa del comune di Prato, contro i bellicosi confinanti pistoiesi. Nel contesto storico, il libero comune di Prato già nel corso del Duecento per l'egemonia e l'espansionismo fiorentino decide per una saggia alleanza con il suddetto comune gigliato, (che culminò nel 1351 con la vendita da parte di  Giovanna d'Angiò regnante di Napoli a Firenze). L'aver sposato la causa fiorentina prima per scelta e poi per obbligo, costringe il comune di Prato al rafforzamento dei confini occidentali, prova inconvertibile ne è la costruzione del fosso di Iolo nel primo decennio del Trecento, esso ha la doppia utilità di assestamento idrico, e di difesa verso Pistoia. Con questa linea di demarcazione il comune taglia in due Iolo e Galciana, e lascia totalmente al di là la villa di Casale e la  Pieve di Sant'Ippolito in Piazzanese, alla mercé sicuramente di scorribande pistoiesi.
Nel corso dei secoli Casale ha conservato le caratteristiche di piccolo borgo appartato e decentrato, rispetto alle maggiori arterie cittadine, e solamente negli ultimi decenni ha avuto uno sviluppo urbanistico importante. Le origini rurali del luogo sono ancora visibili e testimoniati da vari edifici colonici recuperati e inseriti oggi nell'abitato, e lungo la via Casale e Fatticci che arriva fino all'argine del Calice, la testimonianza è il nome stesso della via, infatti il podere Fatticci è documentato fin dal XVI secolo di proprietà dei Ceppi.
L'inizio del nuovo millennio per la zona di Casale, e non solo, ha portato innumerevoli problematiche: la crescita di imprese industriali sta creando problemi di viabilità in una rete stradale rimasta quasi intatta, se non per l'asfaltatura, a quella di cento anni fa; la progettazione di un inceneritore nella zona del calice, una delle zone più intatte e incontaminate dell'intera città di Prato, già gravata dal depuratore, e altre iniziative dell'amministrazione pubblica sempre nella zona del calice, hanno portato i cittadini di Casale a sentirsi abbandonati a sé stessi. Tutta questa situazione di malcontento ha generato un comitato ambientale che si batte per la salvaguardia del territorio.

## Sport
Nel maggio del 1978 la squadra di calcio amatoriale C.F. Casale, si trovò coinvolta in un'insolita vicenda in terra svizzera. Invitata dal comitato provinciale UISP a partecipare ad una gita a Losanna a scopo ricreativo dovendo giocare anche una partita amichevole (immaginandosi magari come avversari una squadra di quartiere), i giocatori si trovarono di fronte la nazionale svizzera dilettanti. All'entrata in campo era presente il sindaco della città che tenne un discorso di benvenuto, le bandiere nazionali, una banda musicale che suonò l'inno nazionale di entrambi i contendenti e la televisione svizzera del locale Canton Vaud. La partita finì clamorosamente 2 a 2 con reti per il casale di Tempestini e Naselli, dopo l'incontro fu organizzato anche un ricevimento nel municipio della città elvetica. 